# Геология Турции

Карта землетрясений в Турции 1900—2023

Геология Турции включает в себя разнообразные тектонические процессы, которые формировали Малоазиатский полуостров на протяжении миллионов лет и формируют до сих пор, о чём свидетельствуют частые землетрясения и извержения вулканов.

## Рельеф
Турция имеет достаточно сложный рельеф. Центральный горный массив образован взбросами и впадинами, покрытыми молодыми отложениями, которые формируют плато, зажатое между двух горных хребтов. Низменностей в Турции нет, если не считать речные долины и узкую прибрежную полосу.
Почти 85 % территории страны находится на высоте более 450 метров, средние высоты колеблются на уровне 1128 метров. В азиатской Турции равнины — редкое явление; в основном они приурочены к дельте реки Кызылырмак, прибрежным равнинам Анталии и Аданы, долинам рек Гедиз и Бююк-Мендерес, и некоторым впадинам (озеро Туз).
Более 80 % земной поверхности Турции имеет неровный, гористый рельеф, что ограничивает развитие сельского хозяйства. Наиболее массивный рельеф отмечается в восточной части страны, на границе Малоазиатского нагорья, где соединяются два крупных горных хребта (Понтийский и Тавр), достигая наибольшей высоты в Армении, Азербайджане и Иране. Самый высокий пик Турции, гора Арарат (5165 м), находится рядом с пограничным стыком этих четырёх стран.

## Геологическая история

Первая детальная геологическая карта Турции, 1920 г.

Начало геологической истории Турции плохо изучено, отчасти потому, что регион развивался в молодые эпохи тектогенеза. Турцию можно рассматривать как совокупность разных континентальный плит и остатков океанических пород, объединённых тектоническими процессами Альпийской складчатости, которые включают скопления магматических (плутонических и вулканических) и осадочных пород.

### Тектоника плит

Тектоническая карта Турции. Присутствуют разломы между Анатолийской, Африканской, Аравийской и Евразийской плитами.

За исключением сравнительно небольшой части своей территории вдоль границы с Сирией, которая является частью Аравийской плиты, Турция геологически является частью крупного Альпийско-Гималайского горного пояса, который простирается от Атлантического океана до Гималаев. Этот пояс образовался в кайнозойской эре (66—1,6 млн лет назад), когда Аравийская, Африканская и Индостанская континентальные плиты начали сталкиваться с Евразийской плитой. Этот процесс продолжается и сегодня, образуя Северо-Анатолийский разлом, проходящий вдоль побережья Чёрного моря, и Восточно-Анатолийский разлом, который проходит на юго-востоке по границе с Аравией. В результате этого Турция является одним из наиболее сейсмоактивных регионов.
Анатолийская плита движется с относительно быстрой скоростью — около 20 мм/год. Интенсивность этого движения увеличивается вблизи Эллинского жёлоба к югу от Турции и уменьшается в районе столкновения с Евразийской и Африканской плитами, перемещающимися со скоростью 5 мм/год. Это приводит к внутренним деформациям в нескольких областях, в том числе в Центральной и Восточной Анатолии, в юго-западной Греции, на Малом Кавказе и в центральной части Ирана. Доминирующим процессом на Ближнем Востоке является субдукция Африканской плиты под Эллинский жёлоб. Деформации во всей африкано-евразийской зоне обусловлены перемещением Африканской плиты в восточное Средиземноморье. Этот процесс сопровождается подвижками Аравийской плиты в Макранский жёлоб в Оманском заливе, где она погружается под Евразию. Причиной подвижек служит рифтогенез в Красном море и Аденском заливе, отделяющем Аравию от Африки.

### Породы
Многие из горных пород Малой Азии имеют очень большой возраст — более 540 млн лет. В течение мезозойской эры (около 250 до 66 миллионов лет назад) крупный океан Тетис разделял два суперконтинента — Гондвану на юге и Лавразию на севере. Постепенно океаническая кора погружалась под сближающиеся континенты, осадочные породы морского дна перемешивались с кристаллическим фундаментом, образуя разнородную смесь из серпентинитов, базальтов, диабазов и кремнистых сланцев. Столкновение Евразийской и Аравийской тектонических плит в кайнозое (66—1,6 миллионов лет назад) вызвало дополнительное складкообразование, сопровождаемое вулканической активностью и интрузией магматических пород.

## Землетрясения
Сильнейшее в XX веке землетрясение в Турции произошло в Эрзинджане в ночь на 27 декабря 1939 года. Оно разрушило большую часть города и унесло более 30 000 жизней. Землетрясение было умеренной интенсивности, нередко с единичными афтершоками в течение нескольких дней. Среди наиболее сейсмоопасных областей Турции — район Северо-Анатолийского разлома, простирающийся от Измита до озера Ван на границе с Арменией и Грузией.
Мощное землетрясение произошло 17 августа 1999 года близ города Измит в 90 километрах на юг от Стамбула. По официальным данным, количество жертв составило 17 217, а по другим — около 40 000.
Другое мощное землетрясение произошло 6 февраля 2023 года в районе Шехиткамиль в Газиантепе. За ним последовало ещё одно, а также более тысячи афтершоков. Событие унесло жизни более 30 000 человек. Удар также пришёлся на территорию соседней Сирии.